# Би Ти Ви Екшън
bTV Action (произнася се Би Ти Ви Екшън) е български телевизионен канал, насочен към мъжката аудитория. Би Ти Ви Екшън заедно с каналите Би Ти Ви, Би Ти Ви Комеди, Би Ти Ви Синема, Би Ти Ви Стори и Ринг ТВ са част от „БТВ Медиа Груп“, собственост на американския медиен конгломерат CME (Central European Media Enterprises).

## История
През 1997 г. е създадена първата частна ефирна мрежа в България – ТОП Телевизия, основана в Шумен. През следващите години изгражда мрежата си в останалата част от страната. През 2002 г. телевизията изключва част от предавателите си и е официално закрита през 2004 г. През 2005 г. фирмата-собственик е закупена и преобразувана в CTN, която започва излъчване през 2006 г. На 1 март 2006 г. започва излъчване телевизионна мрежа CTN, на честотите на дотогавашната национална ефирна телевизия ТОП. Телевизията е препродадена на следващата година и преобразувана на TV2.
На 27 ноември 2007 г. на честотата на телевизия CTN стартира TV2. През 2008 г. телевизията е закупена от американската компания „Central European Media Enterprises“ (CME) заедно с Ринг ТВ. На 4 юли 2009 г. телевизия TV2 официално сменя името си на PRO.BG по подобие на румънския канал на CME – PRO TV.
През 2010 г. CME закупува „БТВ Медиа Груп“ (собственик на каналите Би Ти Ви, Би Ти Ви Комеди, Би Ти Ви Синема) от Нюз Корпърейшън. На 22 януари 2011 г. телевизия PRO.BG е препозиционирана в структурата на „БТВ Медиа Груп“ и е преименувана на Би Ти Ви Екшън. От 7 октомври 2012 г. преминава в излъчване с формат на картината 16:9 и HD. На 18 август 2015 г. променя логото и графичната си опаковка.

## Програма
Би Ти Ви Екшън е телевизионен канал, профилиран към мъжката аудитория. Телевизията излъчва актуални предавания, спорт, документални поредици и екшън филми.
Телевизията излъчва и спортни формати като Шампионска лига (заедно с Ринг ТВ, Макс Спорт 2 и Макс Спорт 3, Лига Европа (заедно с Ринг ТВ), Шампионска лига по волейбол, излъчват се още и мачове от Италианската волейболна лига Серия А-1, Купата на Испания и други. От 2012 г. започва излъчване на Шампионската лига във формат HD. През 2013 г. финалът на турнира е излъчен във формат 3D. От 2013 телевизията започва излъчване на квалификациите и състезанията от германския автомобилен шампионат ДТМ. От август 2013 започва излъчване и на Италианската Серия А заедно с Ринг ТВ. На 27 ноември 2015 г. Би Ти Ви съобщава на официалния си сайт, че е закупила правата за испанския футболен турнир Купата на Испания до 2017 г., а първите мачове се излъчват от 1 декември заедно с Ринг ТВ.

### Излъчвани предавания
- Алекс Кроу
- Грейсланд
- Военни престъпления
- Военни престъпления: Хавай
- Живите мъртви: Мъртъв град
- Живите мъртви: Дарил Диксън
- Кости
- Монк
- Огнена страна
- синя кръв
- Специален отряд
- Свръхестествено

## Излъчващи се спортни събития

### Футбол
- Шампионска лига – срещи в сряда
- Лига Европа
- Суперкупа на УЕФА
- Серия А – до 2017/2018 г.
- Купа на краля
- УЕФА Лига на конференциите

## Покритие
До 1 декември 2010 г. PRO.BG се приема ефирно от над 60% от българските домакинства и близо 90% от активното население на страната, след което телевизията изключи всичките си предаватели.
Би Ти Ви Екшън се приема чрез повечето кабелни и сателитни оператори на територията на страната. В бъдеще се очаква ефирното излъчване да бъде подновено.